# Kenyoreicheia
Kenyoreicheia is een geslacht van kevers uit de familie van de loopkevers (Carabidae). De wetenschappelijke naam van het geslacht is voor het eerst geldig gepubliceerd in 2007 door Bulirsch & Magrini.

## Soorten
Het geslacht Kenyoreicheia is monotypisch en omvat slechts de volgende soort:
- Kenyoreicheia aberdarensis Bulirsch & Magrini, 2007